# Faturó
Faturó (auch Faturo, Futoro) war ein traditionelles Reich im Norden der heutigen osttimoresischen Gemeinde Lautém. Die Bewohner gehörten zur Ethnie der Fataluku.

## Geschichte
In den dreißiger Jahren des 18. Jahrhunderts rebellierte Faturó gegen die portugiesischen Kolonialherren. Gouverneur Pedro de Rego Barreto da Gama e Castro ging daraufhin gegen das Reich vor. 1860 wurde Faturó von Gouverneur Afonso de Castro der Militärkommandantur Lautém zugeordnet. Er führt Faturó auch in seiner Liste der Reiche Timors von 1868 auf. 1867 hatte Faturó offiziell ein Bündnis mit dem portugiesischen Gouverneur Francisco Teixeira da Silva geschlossen, aber seine Unabhängigkeit weitgehend bewahrt. Gouverneur Rafael Jácome de Andrade (1888–1889) machte dem 1888 mit einem Feldzug gegen Faturó und Sarau ein Ende.

## Herrscher
- Dom Lourenço da Rocha (1703)
- Dom Sebastião (1726)
- Dom João Pereira (etwa 1769)
- Dom Balthazar da Rosa (1815)
- Cay-Liba (1854)
- Dom António da Costa Pereira (1877)[8]